# Leonid Kurawlow
Leonid Wiaczesławowicz Kurawlow (ros. Леони́д Вячесла́вович Куравлёв; ur. 8 października 1936 w Moskwie, zm. 30 stycznia 2022 tamże) – radziecki i rosyjski aktor filmowy. Zasłużony Artysta RFSRR (1965), Ludowy Artysta RFSRR (1976). Ukończył studia na wydziale aktorskim WGIK. Pochowany na Cmentarzu Trojekurowskim w Moskwie.

## Filmografia
- 1995: Szirli-Myrli (Ширли-мырли) jako amerykański ambasador
- 1994: Mistrz i Małgorzata (Мастер и Маргарита) jako Bosoj
- 1992: Na Deribasowskiej ładna pogoda, ale pada na Brighton Beach jako Michaił Gorbaczow
- 1986: Przygody Sherloka Holmesa i doktora Watsona: XX stulecie zaczyna się jako von Bork
- 1985: Uwaga, niebezpieczeństwo! jako Spartak Mołodcow
- 1983: Stworzył nas jazz jako Samsonow
- 1982: Cherchez la femme (Ищите женщину) jako inspektor Grandin
- 1980: Po zapałki jako wieśniak
- 1979: Małe dramaty jako Leporello
- 1979: Gdzie jest Czarny Kot?
- 1977: Incognito z Petersburga jako Iwan Szpekin
- 1975: Afonia jako Afanasij Nikołajewicz Borszczow – Afonia
- 1976: Aria solowa na słonia i orkiestrę jako Grisa
- 1973: Siedemnaście mgnień wiosny jako Kurt Eismann
- 1973: Iwan Wasiljewicz zmienia zawód jako Żorż Miłosławski
- 1972: Przygody Robinsona Crusoe jako Robinson Kruzoe
- 1970: Świeć, moja gwiazdo jako Sierdiuk[4]
- 1970: Siedem dziewcząt kaprala Zbrujewa jako duchowny w pociągu
- 1970: Początek (Начало) jako Arkadij[4]
- 1969: Wyzwolenie
- 1968: Lekcja literatury jako Sawielij[4]
- 1968: Złotę cielę (Золотой телёнок) jako Szura Bałaganow[4]
- 1967: Taki duży chłopiec (Такой большой мальчик) jako szofer[4]
- 1967: Wij (Вий) jako Choma[4]
- 1967: Starsza siostra (Старшая сестра) jako Wołodia[4]
- 1966: Czasie, naprzód! jako Korniejew[4]
- 1966: Wasz syn i brat (Ваш сын и брат) jako Stiepan[4]
- 1965: Wszystko dla was jako Jurij Griebieszkow[4]
- 1965: Jest taki chłopak jako Paszka Kołokolnikow[4]
- 1964: Niewymyślona historia jako Kostia[4]
- 1963: Szczur na tacy[4]
- 1962: Skazani na mecz (Третий тайм) jako piłkarz Fokin[4]
- 1962: Lubuszka jako Sosunow[4]
- 1961: Gdy drzewa były duże (Когда деревья были большими) jako Lońka[4]
- 1961: Prowadził pociągi maszynista jako Jasza[4]
- 1960: Sprawa trzynastu (Мичман Панин) jako Kamuszkin[4]
- 1959: Dzisiaj przepustki nie będzie (Сегодня увольнения не будет) jako Morozow

## Odznaczenia
- 1965: Zasłużony Artysta RFSRR
- 1976: Ludowy Artysta RFSRR[5]
- Order Znak Honoru
- 2012: Order Zasług dla Ojczyzny[6]

Źródło: